# Jane Wyman
Jane Wyman (született Sarah Jane Maysfield) (St. Joseph, Missouri, 1917. január 5. – Rancho Mirage, Kalifornia, 2007. szeptember 10.) Oscar-díjas és háromszoros Golden Globe-díjas amerikai színésznő. Filmes karrierjét kórustagként kezdte, a negyvenes évek végére vált belőle nagy színésznő. Négyszer jelölték Oscar-díjra, ebből egyet nyert el 1949-ben a Johnny Belinda című filmben nyújtott alakításáért. Wyman saját tévéműsort vezetett 1955-től 1958-ig. A nyolcavanas években nagy visszatérése volt a Falcon Crest című televíziós sorozatban, ami egészen 1990-ig futott, és harmadik Golden Globe-díját hozta el neki.
1940–1949 között Ronald Reagan későbbi amerikai elnök első felesége volt.

## Élete

### Gyermekkora
Sarah Jane Mayfield néven született St. Josephben Gladys és Manning Mayfield gyermekeként. Apja gyári munkás volt egy élelmiszeripari cégben, anyja irodai munkát látott el. 1921-ben szülei elváltak, édesapja hirtelen meghalt, édesanyja pedig Clevelandbe ment, hátrahagyva gyermekét. 
Wyman nevelőszülőkhöz került, akiket Emma és Richard Fulks néven hívtak. A st. joseph-i Lafayette Középiskolába járt, és érdeklődést kezdett mutatni az éneklés iránt. Születési dátumát 1914-nek beállítva munkát vállalt a rádiónál, hogy énekelhessen Jane Durrell művésznéven. 1932-ben kibukott a Lafayette-ből, és dolgozni kezdett a manikűrözésen át a műszerfal kezelésig mindenhol. A filmvilággal kórustagként ismerkedett meg, a harmincas éveken keresztül több apró szerepet kapott, de az áttörése még váratott magára. 

### B kategóriás filmek és a filmdráma útján
1936-ban a Warner Brothers leszerződtette, de B kategóriás filmekben ragadt. 1940-ben Olivia de Havilland és Jeffrey Lynn mellett játszott az A kategóriás My Love Came Back című romantikus filmben. 1941-ben a filmtörténet leghosszabb csókját jegyezte be Regis Toomeyval a You're in the Army Now című produkcióban. 1942-ben Edward G. Robinson mellett alakított a Larceny, Inc-ben, és Kay Kyserrel játszott együtt a My Favorite Spy-ban. 1943-ban ismét Havilland mellett bukkant fel a Princess O'Rourke-ban. 1944-ben a legmagasabban fizetett színészek közé emelkedett a Crime by Night forgatására, és sok neves színész mellett önmagát alakíthatta a Hollywood Canteen című produkcióban.
1945-ben kritikai elismerést nyert a Férfiszenvedély című filmjéért, aminek szerepét a Princess O'Rourke-ban nyújtott alakításáért kapott. 1946-ban két mellékszerepe volt a One More Tomorrow és az Éjjel-nappal című produkciókban, majd a Metro-Goldwyn-Mayer kölcsönkérte Wymant Az őzgida főszerepére. Játékával Oscar-díjra jelölték. 1947-ben Dennis Morgan oldalán volt látható a Cheyenne című filmben, és James Stewart párja volt a Magic Townban. 
1948-ban a siketnéma főszereplőt alakította a Johnny Belinda című filmdrámában, amellyel elvitte az Oscart. Ő volt az első színésznő a hangosfilmek megjelenése óta, aki úgy nyert díjat, hogy semmit nem kellett mondania a filmben.
1948-ban David Niven mellett bukkant fel az A Kiss in the Dark című vígjátékban, majd ismét Morgannel volt látható a The Lady Takes a Sailor című produkcióban. 1950-ben Alfred Hitchcock thrillerében játszott a Rémület a színpadonban. Ugyanebben az évben játszott a The Glass Menagerie című filmben, majd 1951-ben a Three Guys Named Mike című népszerű vígjátékban. Szintén 1951-ben Bing Crosby párja volt a Here Comes the Groom című produkcióban, majd a The Blue Veilben nyerte el a főszerepet, amiért ismét Oscar-díjra jelölték. 1952-ben újból Crosby mellett volt látható a Just for You-ban.     

### Új utakon és televíziós karrier
1953-ban Wyman Ray Millanddal játszott a Let's Do It Again című musicalben. 1954-ben utoljára jelölték Oscar-díjra a Magnificent Obsession című filmjéért. 1955-ben vendégszerepet kapott a General Electric Theater című televíziós sorozatban. Ugyanebben az évben saját műsora indult útjára Jane Wyman Presents The Fireside Theatre címmel, ami 1958-ig futott. 
Wyman a hatvanas évekre már nem számított filmsztárnak, de voltak filmes megjelenései mint a Pollyanna és a Bon Voyage!. Wyman továbbra is a tévés karrierjére fókuszált,  
1981-ben újabb nagy sikert aratott a Falcon Crest című televíziós sorozattal. Az első évaddal a Dallas és a Knots Landing mögött járt a nézettséggel, később a rivális Dinasztia sorozat maga mögé utasította, és visszanyerte a helyét. A Falcon Crest 1990-ig futott, Wymant kétszer jelölték vele Golden Globe-díjra, amit 1984-ben haza is vihetett. A következő években Wyman egészsége romlani kezdett, 1986-ban alhasi fájdalmak miatt kihagyott két epizódot, 1988-ban pedig orvosa tanácsára ismét kimaradt egy részből. Elszántsága visszahozta a kamerák elé, és tovább forgatott, míg 1989-ben hirtelen összeesett, és az utolsó két évadból teljesen kimaradt. 1990-ben az orvosi tanácsok ellenére visszatért a Falcon Crest utolsó három részére. 
Wyman 1993-ban vállalt utoljára szerepet a Dr Quinn, Medicine Woman című sorozatban, ahol Jane Seymour édesanyját játszotta, majd végleg nyugdíjba vonult a színészettől. 

### Magánélete
Wyman ötször ment férjhez, ebből kétszer ugyanahhoz a férfihoz. Első férje, Ernest Wyman kereskedő volt, akihez 1933-ban ment hozzá, majd két év után elváltak. A színésznő házassága után megtartotta a Wyman vezetéknevet. 
Második házasságát Myron Futtermannal kötötte 1937-ben, aki ruhákkal foglalkozott. Egy évvel később elváltak, miután Futterman nem szeretett volna gyerekeket.
1938-ban ismerkedett meg későbbi harmadik férjével, Ronald Reagannel a Brother Rat című filmben, és más filmekben is szerepeltek még együtt. 1940-ben házasodtak össze, és három gyermeket neveltek: Maureen Reagant, az örökbe fogadott Michael Reagant és Christine Reagant. Christine koraszülött volt, és születése után kilenc órával később meghalt. Wyman 1949-ben vált el Reagantől, források szerint politikai nézeteik sodorták el őket egymástól. Reagan akkoriban még a demokratákat támogatta, Wyman republikánus volt. Reagan 1962-ben a Republikánus Pártba lépett be, 1966-ban Kalifornia kormányzója lett, 1980-ban pedig amerikai elnök. 
Wyman negyedik férje zeneszerző és zenei igazgató volt Frederick Karger személyében, akihez 1952-ben ment hozzá. 1954-ben szétköltöztek, majd 1955-ben elváltak. 1961-ben Wyman másodszor is feleségül ment Kargerhez, de ez is válással végződött 1965-ben. 
Wyman nem házasodott újra, nyugdíjas éveit festéssel töltötte, és keveset szerepelt a nyilvánosság előtt, főleg betegsége miatt. Jótékony szervezeteknek adományozott, köztük a Sacred Heart Church, az Arthritis Foundation, a Covenant House és az Our Lady of Angels Monastery szervezeteket támogatta. 
2000-ben részt vett színésznő barátnője, Loretta Young temetésén, 2001-ben pedig elsőszülött lányát, Maureent temette el. 2004-ben Reagan halálát követően nyilatkozta: „Amerika elvesztett egy nagyszerű elnököt, és egy kedves, gondoskodó férfit.” Wyman 2007-ben hunyt el álmában.

## Filmográfia

### Filmek
| Év   | Cím                                              | Szerep                     | Magyar hangja                                                                                          |
| ---- | ------------------------------------------------ | -------------------------- | --- |
| 1932 | Spanyol kölyök (The Kid from Spain)              | Goldwyn lány               | (nincs a stáblistán)                                                                                   |
| 1933 | Elmer, the Great                                 | játékfelügyelő             | (nincs a stáblistán)                                                                                   |
| 1934 | Harold Teen                                      | végzős lány                | (nincs a stáblistán)                                                                                   |
| 1934 | College Rhythm                                   | kórista                    | (nincs a stáblistán)                                                                                   |
| 1935 | Kubai táncos (Rumba)                             | kórista                    | (nincs a stáblistán)                                                                                   |
| 1935 | Király mulat (All the King's Horses)             | kórista a vonaton          | (nincs a stáblistán)                                                                                   |
| 1935 | Fox-parádé (George White's 1935 Scandals)        | kórista                    | (nincs a stáblistán)                                                                                   |
| 1935 | Stolen Harmony                                   | kórista                    | (nincs a stáblistán)                                                                                   |
| 1935 | Broadway Hostess                                 | kórista                    | (nincs a stáblistán)                                                                                   |
| 1935 | Freshman Love                                    | diáklány                   | (nincs a stáblistán)                                                                                   |
| 1936 | King of Burlesque                                | táncosnő                   | (nincs a stáblistán)                                                                                   |
| 1936 | Anything Goes                                    | kórista                    | (nincs a stáblistán)                                                                                   |
| 1936 | Bengal Tiger                                     | lány a szalonban           | (nincs a stáblistán)                                                                                   |
| 1936 | Godfrey, a lakáj (My Man Godfrey)                | előkelő hölgy              | (nincs a stáblistán)                                                                                   |
| 1936 | Stage Struck                                     | Bessie Funfnick            | (nincs a stáblistán)                                                                                   |
| 1936 | Káin és Mábel (Cain and Mabel)                   | kórista                    | (nincs a stáblistán)                                                                                   |
| 1936 | Here Comes Carter                                | ápoló                      | (nincs a stáblistán)                                                                                   |
| 1936 | Polo Joe                                         | lány a pólópályán          | (nincs a stáblistán)                                                                                   |
| 1936 | Gold Diggers of 1937                             | kórista                    | (nincs a stáblistán)                                                                                   |
| 1937 | Smart Blonde                                     | Dixie, a kalapmegőrző lány | |
| 1937 | Ready, Willind and Able                          | Dot                        | |
| 1937 | Felséges szerelem (The King and the Chorus Girl) | Babette Latour             | n.a |
| 1937 | Slim                                             | Stumpy barátnője           | |
| 1937 | The Singing Marine                               | Joan                       | |
| 1937 | Public Wedding                                   | Florence "Flip" Lane       | |
| 1937 | Mr Dodd Takes the Air                            | Marjorie Day               | |
| 1937 | Over the Goal                                    | diáklány                   | (nincs a stáblistán)                                                                                   |
| 1938 | The Spy Ring                                     | Elaine Burdette            | |
| 1938 | He Couldn't Say No                               | Violet Coney               | |
| 1938 | A botrány bolondja (Fools for Scandal)           | partivendég                | (nincs a stáblistán)                                                                                   |
| 1938 | Wide Open Faces                                  | Betty Martin               | |
| 1938 | The Crowd Roars                                  | Vivian Lee                 | |
| 1938 | Brother Rat                                      | Claire Adams               | |
| 1939 | Repülő asszonyok (Tail Spin)                     | Alabama                    | n.a |
| 1939 | The Kid from Kokomo                              | Marian Bronson             | |
| 1939 | Torchy Blane... Playing with Dynamite            | Torchy Blane               | |
| 1939 | Kid Nightingale                                  | Judy Craig                 | |
| 1939 | Private Detective                                | Myrna Winslow              | |
| 1940 | Brother Rat and a Baby                           | Claire Terry               | |
| 1940 | An Angel from Texas                              | Marge Allen                | |
| 1940 | Flight Angels                                    | Nan Hudson                 | |
| 1940 | Gambling on the High Seas                        | Laurie Ogden               | |
| 1940 | My Love Came Back                                | Joy O'Keefe                | |
| 1940 | Tugboat Annie Sails Again                        | Peggy Armstrong            | |
| 1941 | Honeymoon for Three                              | Elizabeth Clochessy        | |
| 1941 | Bad Men of Missouri                              | Mary Hathaway              | |
| 1941 | The Body Disappears                              | Joan Shotesbury            | |
| 1941 | You're in the Army Now                           | Bliss Dobson               | |
| 1942 | Larceny, Inc                                     | Denny Costello             | |
| 1942 | My Favorite Spy                                  | Connie                     | |
| 1942 | Footlight Serenade                               | Flo La Verne               | |
| 1943 | Princess O'Rourke                                | Jean Campbell              | |
| 1944 | Make Your Own Bed                                | Susan Courtney             | |
| 1944 | The Doughgirls                                   | Vivian Marsden Halstead    | |
| 1944 | Crime by Night                                   | Robbie Vance               | |
| 1944 | Hollywood Canteen                                | önmaga                     | |
| 1945 | Férfiszenvedély (The Lost Weekend)               | Helen St James             | Béres Ilona                                                                                            |
| 1946 | One More Tomorrow                                | Frankie Connors            | |
| 1946 | Éjjel-nappal (Night and Day)                     | Gracie Harris              | n.a |
| 1946 | Az őzgida (The Yearling)                         | Orry Baxter                | Bertalan Ágnes                                                                                         |
| 1947 | Cheyenne                                         | Ann Kincaid                | |
| 1947 | Magic Town                                       | Mary Peterman              | |
| 1948 | Johnny Belinda                                   | Belinda McDonald           | |
| 1949 | A Kiss in the Dark                               | Polly Haines               | |
| 1949 | It's a Great Feeling                             | önmaga                     | (nincs a stáblistán)                                                                                   |
| 1949 | The Lady Takes a Sailor                          | Jennifer Smith             | |
| 1950 | Rémület a színpadon (Stage Fright)               | Eve Grill                  | 1. magyar változat (1969): Szegedi Erika 2. magyar változat: Sáfár Anikó 3. magyar változat Gubás Gabi |
| 1950 | The Glass Menagerie                              | Laura Wingfield            | |
| 1951 | Three Guys Named Mike                            | Marcy Lewis                | |
| 1951 | Here Comes the Groom                             | Emmadel Jones              | |
| 1951 | The Blue Veil                                    | Louise Mason               | |
| 1951 | Starlift                                         | önmaga                     | (nincs a stáblistán)                                                                                   |
| 1952 | The Story of Will Rogers                         | Betty Rogers               | |
| 1952 | Just for You                                     | Carolina Hill              | |
| 1953 | Let's Do It Again                                | Constance Stuart           | |
| 1953 | So Big                                           | Selina De Jong             | |
| 1954 | Magnificent Obsession                            | Helen Phillips             | |
| 1955 | All That Heaven Allows                           | Cary Scott                 | |
| 1955 | Lucy Gallant                                     | Lucy Gallant               | |
| 1956 | Miracle in the Rain                              | Ruth Wood                  | |
| 1959 | Holiday for Lovers                               | Mrs Mary Dean              | |
| 1960 | Pollyanna                                        | Polly néni                 | Hámori Ildikó                                                                                          |
| 1962 | Bon Voyage!                                      | Katie Willard              | Bánsági Ildikó                                                                                         |
| 1969 | How to Commit Marriage                           | Elaine Benson              | |
| 1971 | The Failing of Raymond                           | Mary Bloomquist            | |
| 1973 | Amanda Fallon                                    | Dr. Amanda Fallon          | |
| 1979 | The Incredible Journey of Doctor Meg Laurel      | Arrowroot nagymama         | |

### Televíziós sorozatok
| Év        | Cím                                      | Szerep (zárójelben az évad (S) és/vagy az epizód (E) száma) |
| --------- | ---------------------------------------- | ----------------------------------------------------------- |
| 1952      | Campbell Playhouse                       | ? ()                                                        |
| 1954      | Summer Playhouse                         | házigazda                                                   |
| 1955      | General Electric Theater                 | Dr. Amelia Morrow ()                                        |
| 1955–58   | Jane Wyman Presents The Fireside Theatre | változó szerepek (49 epizód)                                |
| 1958–1962 | Wagon Train                              | 1958: Dr. Carol Ames Willoghby () 1962: Hannah Barber ()    |
| 1959      | Lux Playhouse                            | Selena Shelby ()                                            |
| 1960      | Checkmate                                | Joan Talmadge ()                                            |
| 1960      | Westinghouse Desilu Playhouse            | Dr. Kate ()                                                 |
| 1961      | The Investigators                        | Elaine ()                                                   |
| 1962–70   | Insight                                  |                                                             |
| 1966      | Bob Hope Presents the Chrysler Theatre   | Addie Joslin ()                                             |
| 1968      | The Red Skelton Show                     | Clara Crowley Appleby ()                                    |
| 1970      | My Three Sons                            | Sylvia Cannon ()                                            |
| 1971      | The Failing of Raymond                   | Mary Bloomquist ()                                          |
| 1972      | The Sixth Sense                          | Ruth Ames ()                                                |
| 1972–73   | The Bold Ones: The New Doctors           | Dr. Amanda Fallon ()                                        |
| 1974      | Owen Marshall, Counselor at Law          | Sophia Ryder ()                                             |
| 1980      | Szerelemhajó                             | Patricia nővér ()                                           |
| 1980      | Charlie angyalai                         | Eleanor Willard ()                                          |
| 1981–1990 | Falcon Crest                             | Angela Channing (228 epizód)                                |
| 1993      | Dr. Quinn, Medicine Woman                | Elizabeth Quinn ()                                          |

## Fontosabb díjak és jelölések
| Év   | Cím                                      | Díj                                                           | Eredmény |
| ---- | ---------------------------------------- | ------------------------------------------------------------- | -------- |
| 1947 | Az őzgida                                | Oscar-díj a legjobb női főszereplőnek                         | Jelölve  |
| 1949 | Johnny Belinda                           | Golden Globe-díj a legjobb női főszereplőnek – filmdráma      | Elnyerte |
| 1949 | Johnny Belinda                           | Oscar-díj a legjobb női főszereplőnek                         | Elnyerte |
| 1951 |                                          | Henrietta-díj                                                 | Elnyerte |
| 1952 | The Blue Veil                            | Golden Globe-díj a legjobb női főszereplőnek – filmdráma      | Elnyerte |
| 1952 | The Blue Veil                            | Oscar-díj a legjobb női főszereplőnek                         | Jelölve  |
| 1955 | Magnificent Obsession                    | Oscar-díj a legjobb női főszereplőnek                         | Jelölve  |
| 1957 | Jane Wyman Presents The Fireside Theatre | Primetime Emmy-díj a legjobb női főszereplőnek (drámasorozat) | Jelölve  |
| 1959 | Jane Wyman Presents The Fireside Theatre | Primetime Emmy-díj a legjobb női főszereplőnek (drámasorozat) | Jelölve  |
| 1960 |                                          | csillag a Hírességek sétányán                                 | Elnyerte |
| 1983 | Falcon Crest                             | Golden Globe-díj a legjobb női főszereplőnek (drámasorozat)   | Jelölve  |
| 1984 | Falcon Crest                             | Golden Globe-díj a legjobb női főszereplőnek (drámasorozat)   | Elnyerte |